# Cordillère prélittorale catalane
La Chaîne prélittorale ou Cordillère prélittorale est un élément du relief de la Catalogne faisant partie du Système méditerranéen catalan. Elle est parallèle à la côte à une distance 30 à 60 km et s'étend de la jonction du Pays valencien avec l'Aragon jusqu'à la Cordillère transversale.
La serra de l'Espina relie les Ports de Tortosa-Beseit, qui font partie du système Ibérique.

## Subdivisions
Du nord au sud, la Cordillère prélittorale comprend le massif des Guilleries (qui appartient aussi à la Cordillère transversale), le Montseny, Sant-Llorenç de Munt, Montserrat, celle de Queralt, le Picorandan, celle de Prades, la chaîne de Montsant, les montagnes de Tivissa-Vandellòs, le massif de Cardó, la cordillère de Cavalls et la serra de Pàndols.

## Principaux sommets

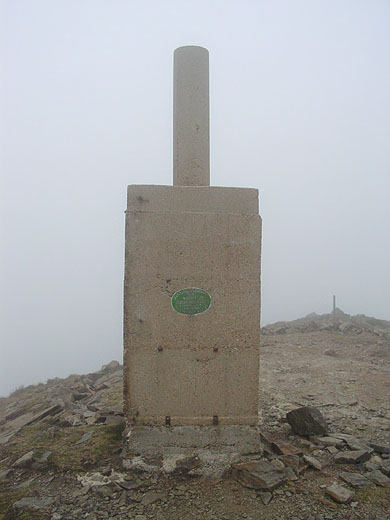
La cime du Turó de l'Home (1707 m), dans le massif du Montseny, point culminant de la Cordillère prélittorale.

- Turó de l'Home (1 706 à 1 708 m) dans le massif du Montseny (Vallès Oriental)
- Les Agudes (1 706 m) dans le massif du Montseny (Selva et Vallès Oriental)
- Matagalls (1 697 m) dans le massif du Montseny (Osona et Vallès Oriental)
- Mont Caro (1 441 à 1 445 m) aux Ports de Tortosa-Beseit (Baix Ebre)
- Sant Jeroni (1 236 m) à Montserrat (Bages et Anoia)
- Colline de la Baltasana (1 201 m) dans le massif de Prades (Baix Camp et Conca de Barberà)
- Mola d'Estat (1 126 m) dans le massif de Prades (Baix Camp et Conca de Barberà)
- Piló des Senyalets (1 115 m) dans la serra de Montsant (Priorat)
- La Mola (1 095 m) à Sant-Llorenç del Munt (Vallès Occidental)
- Le Montcau (1 023 m) à Sant-Llorenç del Munt (Vallès Occidental et Bages)
- Creu de Santos (941 m) dans la serra de Cardó (Baix Ebre et Ribera d'Ebre)
- Mola de Colldejou (922 m) dans la chaîne de l'Argentera (Baix Camp et Priorat)
- La Miranda (919 m) dans la serra de Llaberia (Baix Camp et Priorat)
- Colline Gros (867 m) dans la serra de Miramar (Alt Camp)

## Espaces protégés
La Cordillère prélittorale compte de nombreux espaces protégés tels que : le parc naturel du Montseny, le parc naturel de Sant Llorenç del Munt et l'Obac, le parc naturel de Montserrat, le parc naturel des Ports de Tortosa-Beseit et le parc naturel de la Serra de Montsant.